# Serrasalmus marginatus
Espèce
Serrasalmus marginatus est une espèce de poissons téléostéens de la famille des Serrasalmidae et de l'ordre des Characiformes, endémique en Argentine, au Brésil et au Paraguay dans le fleuve Paraná et localement appelée palometa, piraña ou piranha, sachicanga, pirambeba ou encore catirina. Une étude de l'Universidad nacional de Misiones en Argentine montre qu'il y a prolifération des Serrasalmus depuis la construction des barrages d'Itaipu et de Yaciretá (1990) sur le cours du Paraná compris entre les deux barrages.

## Description
Ils sont de couleur dorée ou argentée. Leurs écailles sont petites et brillantes, leur corps est rhomboïde, aplati latéralement. Ils ont une puissante mandibule, armée de dents triangulaires et acérées. Ils atteignent 25 cm de longueur. Ils ne font l'objet d'aucune pêche, ni sportive ni commerciale.

## Habitudes
C'est un poisson d'eau chaude. On le rencontre au printemps et en été dans le Paraná moyen, et en automne et en hiver dans le haut Paraná et le haut Paraguay. On en voit facilement près des berges des îles du Paraná.

## Sources
Résumé de l'étude de l'Universidad Nacional de Misiones (en espagnol)